# Komisja Konstytucyjna Zgromadzenia Narodowego
Komisja Konstytucyjna Zgromadzenia Narodowego została utworzona przez ustawę konstytucyjną z dnia 23 kwietnia 1992 r. o trybie przygotowania i uchwalenia Konstytucji Rzeczypospolitej Polskiej (Dz.U. z 1992 r. nr 67, poz. 336; zm.: Dz.U. z 1994 r. nr 61, poz. 251).
Ustawa ta stanowiła, iż Konstytucję RP uchwala Zgromadzenie Narodowe, zaś przyjmuje ją Naród w drodze referendum konstytucyjnego.
Przewodniczącymi Komisji byli kolejno:
- Walerian Piotrowski,
- Aleksander Kwaśniewski (do 5 grudnia 1995)[1],
- Włodzimierz Cimoszewicz (5 grudnia 1995 – 20 lutego 1996)[2]
- Marek Mazurkiewicz (od 20 lutego 1996)[3].